# Castelo de Vila do Touro
O Castelo de Vila do Touro localiza-se na povoação e freguesia de Vila do Touro, no Município do Sabugal, Distrito da Guarda, em Portugal.
No alto de uma elevação sobranceira ao vale da ribeira do Boi, no ponto de sua confluência com o rio Côa, é um dos cinco castelos erguidos no Município, além dos de Alfaiates, Vilar Maior, Sabugal e Sortelha. Do alto de seus muros avistam-se localidades como as de Abitureira, Arrifana, Baraçal, Guarda, Martim Pêga, Pega, Sabugal e Seixo do Côa.

## História

### Antecedentes
A primitiva ocupação humana de seu sítio remonta à pré-história, provavelmente à Idade do Bronze, com continuidade na Idade do Ferro, a julgar pelos vestígios arqueológicos abundantes na região. Do período romano, na povoação é testemunho apenas uma epígrafe, encontrada próximo à Abitureira, referindo a sua toponímia Tauria, que em língua portuguesa significa da grande elevação.

### O castelo medieval
À época da Reconquista cristã da Península Ibérica, a região foi conquistada pela Coroa de Portugal em fins do século XII. À época, os seus domínios foram doados pelo concelho da Guarda à Ordem dos Templários, a quem se atribui o estabelecimento da povoação, que veio a constituir termo próprio. Lindeiro ao reino de Leão, sob o reinado de Afonso II de Portugal (1211-1223), visando incentivar o seu povoamento e defesa, o Mestre da Ordem, D. Pedro Alvito, concedeu à povoação o seu foral (1 de Dezembro de 1220). Embora não haja informações complementares (acredita-se que seja contemporâneo do Castelo de Castelo Mendo), datará desse período o início da construção da sua defesa: povoação raiana, a sua fortificação era fronteira à iniciada em Caria Talaya, na margem oposta do rio Côa, em território do reino de Leão, hoje a atual freguesia de Ruvina, em território português.
A defesa casteleira, entretanto, aparentemente não passou da construção de muralhas, uma vez que se sucedeu conflito pela posse de terras na região, entre a Ordem e o Concelho da Guarda, que se opunha à criação do Concelho da Vila do Touro.
Sob o reinado de Dinis de Portugal (1279-1325), com a assinatura do Tratado de Alcanices (1297), a Vila do Touro perdeu o seu caráter fronteiriço e, consequentemente, a sua importância estratégica. Esse motivo, somado à extinção da Ordem do Templo (1319), levou a que a fortificação jamais fosse concluída, resumindo-se ao circuito de muralhas. O soberano não confirmou o foral à vila e nem concedeu atenção à sua defesa, que mergulhou no esquecimento, embora tenha se mantido sede de Concelho entre o início do século XIII e o início do século XIX. A primitiva Igreja Matriz, templária, sob a invocação de Nossa Senhora da Assunção, passou para a Ordem de Cristo.
Manuel I de Portugal (1495-1521) concedeu-lhe o Foral Novo (1510), mas a sua fortificação continuou mergulhada no esquecimento. O concelho de Vila do Touro foi extinto durante as Reformas Liberais em 1836, juntamente com o de Alfaiates.

### Da Guerra da Restauração aos nossos dias
À época da Guerra da Restauração, os moradores da vila ergueram um reduto para a própria defesa.
As ruínas da cerca medieval não se encontram classificadas pelo património português. Atualmente, encontram-se em mau estado de conservação, com uma porta, em arco gótico, desmoronando, sendo identificáveis alguns troços e blocos das antigas muralhas, a Norte e a Oeste, encobertos pela vegetação. No recinto da praça de armas, existem diversos pedregulhos. Património templário, reclamam um estudo mais aprofundado, inclusive de pesquisa arqueológica.

## Características
Erguido na cota de 800 metros acima do nível do mar, as muralhas do castelo apresentam planta poligonal irregular, ainda podendo ser identificado no solo, pelos seus alicerces, o seu traçado integral.
Associadas a esses vestígios, outros, de algumas algumas calçadas, estão relacionadas com as comunicações entre a povoação e as praças militares de Sortelha, Sabugal, Alfaiates e Guarda. Uma das vias mais importantes ligava-a a Alfaiates, dali seguindo por Panoias até à Guarda. Dela restam vários troços e algumas pontes sobre as ribeiras da Lourença e de Pega. Acredita-se que a ponte sobre a ribeira da Lourença remonte à época de fundação do castelo.